# 真夜中のダンディー
「真夜中のダンディー」（まよなかのダンディー）は、桑田佳祐の楽曲。自身の3作目のシングルとして、タイシタレーベルから8cmCD・カセットテープでちょうどソロデビュー6周年となる1993年10月6日に発売された。
2001年6月25日に12cmCDとして再発売されている。2016年2月26日にはダウンロード配信、2019年12月20日にはストリーミング配信を開始した。

## 背景・制作
前作「いつか何処かで (I FEEL THE ECHO)」から約5年半ぶりのシングル。本作からオリジナルアルバム『孤独の太陽』のレコーディングも開始され、「名曲はギター1本で歌える」というロックの基本のコンセプトがテーマとなった。
1993年7月にサザンオールスターズとして「エロティカ・セブン EROTICA SEVEN」「素敵なバーディー (NO NO BIRDY)」、同年11月には「クリスマス・ラブ (涙のあとには白い雪が降る)」を発売しているが、本作はその合間を縫って発売されている。

## チャート成績
桑田のソロシングルでは、オリコン週間ランキングで初の1位を獲得した作品となった。オリコンによる累計売上枚数は71万枚を記録している。

## 収録曲
- 収録時間：10:00

1. 真夜中のダンディー (5:17)
（作詞・作曲：桑田佳祐 / 編曲：桑田佳祐 & 片山敦夫）
自身出演のキリンビバレッジ『JIVE』CMソング。
内省的な歌詞とエレキギターが中心のロックサウンドが特徴の楽曲[9]。これは当時の桑田の37歳という年齢もあって「年齢的に枯れていく自分」を意識したことや「一つの時代が終わったということを、ちょっぴり背伸びしながら描いてみよう」と思ったことが影響している[9]。また、発表当時のインタビューでは「不滅のテーマを書きたかったんです。自分も含めた男の生き方。僕と同世代の日本人の男の生き方みたいな…。自分自身を振り返ったときにカッコイイ男でいられるかなという」と語っている[10]。
音楽評論家の中山康樹は、本楽曲に対して「イントロのギターリフは完全にローリング・ストーンズ」と述べている[11]。
近年のライブでは「夢も希望も現在は格子の窓の外に（中略）可憐な過去をきっと憂いてる」の部分をカットして演奏されている[12]。
桑田と同じビクター所属の後輩の家入レオは、好きな曲として本楽曲を挙げている[13]。
2. 黒の舟唄 (4:43)
（作詞：能吉利人 / 作曲：桜井順 / 編曲：桑田佳祐 & 小倉博和）
1971年に野坂昭如が発売した楽曲のカバー。

## 参加ミュージシャン
- 真夜中のダンディー
  - 桑田佳祐:Vocals, Electric Guitars
  - 小倉博和:Electric & Acoustic Guitars, Back Vocals
  - 片山敦夫:Keyboards, Back Vocals
  - 角谷仁宣:Computer Programming
  - 根岸孝旨:Bass
  - 今野多久郎:Tambourine
- 黒の舟唄
  - 桑田佳祐:Vocals, Electric Guitars
  - 小倉博和:Electric & Acoustic Guitars, Back Vocals
  - 片山敦夫:Keyboards, Back Vocals
  - 角谷仁宣:Computer Programming
  - 根岸孝旨:Bass
  - 八木のぶお:Harp
  - 今野多久郎:Tambourine

## 収録アルバム
| 曲名               | 作品名                     |
| ------------------ | -------------------------- |
| 真夜中のダンディー | 孤独の太陽                 |
| 真夜中のダンディー | TOP OF THE POPS            |
| 真夜中のダンディー | I LOVE YOU -now & forever- |
| 黒の舟唄           | アルバム未収録             |

## ミュージック・ビデオ収録作品
| 曲名               | 作品名                                          | 備考                           |
| ------------------ | ----------------------------------------------- | ------------------------------ |
| 真夜中のダンディー | すべての歌に懺悔しな!! -桑田佳祐 LIVE TOUR '94- | ボーナス・トラックとして収録。 |
| 真夜中のダンディー | MVP                                             |                                |
| 黒の舟唄           | 未収録                                          |                                |

## ライブ映像作品
| 曲名               | 作品名                                                                  | 備考 |
| ------------------ | ----------------------------------------------------------------------- | --- |
| 真夜中のダンディー | けいすけさん、ビデオも色々と大変ねぇ。                                  | 大幅にアレンジを施して演奏された。 |
| 真夜中のダンディー | 桑田さんのお仕事 07/08 〜魅惑のAVマリアージュ〜                         | |
| 真夜中のダンディー | 桑田佳祐 LIVE TOUR & DOCUMENT FILM 「I LOVE YOU -now & forever-」完全盤 | 最後の歌詞に「さいたまスーパーアリーナで 嗚呼 歌など歌っている」というフレーズが付け加えられている。                                                       |
| 真夜中のダンディー | ごはん味噌汁海苔お漬物卵焼き feat. 梅干し                               | 完全生産限定盤A・B封入のBlu-ray・DVDに収録。2021年3月7日にブルーノート東京で開催した配信限定ライブ『静かな春の戯れ ～Live in Blue Note Tokyo～』での歌唱。 |
| 真夜中のダンディー | LIVE TOUR 2021「BIG MOUTH, NO GUTS!!」                                  | |
| 真夜中のダンディー | お互い元気に頑張りましょう!! -Live at TOKYO DOME-                       | |
| 黒の舟唄           | 未収録                                                                  | |